# Панагия (мыс)
Панаги́я — мыс, расположенный в Темрюкском районе Краснодарского края, на юго-западе Таманского полуострова в 12 км от станицы Тамань. Это восточный входной мыс в Керченский пролив со стороны Чёрного моря. Мыс высотой около 30 метров представляет собой риф, который построили мшанки — обитатели древнего тёплого моря. Он полностью состоит из их окаменевших скелетов. На многие тысячи лет древний риф был погребён под слоем глины. Теперь море постепенно «откапывает» древний рельеф. Море захватывает примерно 1 метр берега каждый год.
Присвоен статус памятника природы. Границы и его охранная зона не устанавливались и на местности не маркировались.
Граница между Чёрным морем и Керченским проливом Азовского моря пролегает по прямой, проведённой между мысом Такиль на Керченском полуострове и мысом Панагия Таманского полуострова. Таким образом, мыс Панагия с севера омывается Азовским морем, а с юга — Чёрным.
Термин «панагия» (греч. Παναγία — «всесвятая») принадлежал первоначально изображению Богоматери. Проникновение христианства в Северное Причерноморье связывают с проповедованием на Северном Кавказе христианства апостолом Андреем Первозванным в I в. н. э. Мыс Панагия, возможно, является местом первоначального христианства (I—III века) на территории современной России.
В 1928-1932 году на мысе была сооружена береговая трехорудийная артиллерийская 203-мм батарея для прикрытия Керченского пролива. Получила наименование Береговая батарея №33. На Керченском берегу размещалась 180-мм Береговая батарея №29. 33-я батарея была взорвана в сентябре 1942 года при отступлении. Часть сооружений сохранилась на мысе Панагия до настоящего времени.